# イギリスの新聞一覧
イギリスの新聞一覧は、イギリスで発行される新聞の一覧である。

## 概説
イギリスは階級社会であり、新聞も高級紙と大衆紙に分かれている。高級紙とは上流階級・知的階層向けの真面目な新聞である。クオリティ・ペーパーと呼ばれ、権威がある。大衆紙とは中流階級・労働者階級向けの娯楽新聞である。興味本位のゴシップやセンセーショナリズム、お色気で悪名を轟かせている。
高級紙の発行部数は大衆紙と比べると少ない。大衆紙で最も売れている「サン」は120万部。高級紙で最も売れている「タイムズ」は36万部にすぎない。 
高級紙は大判の新聞紙を使用しているので、ブロードシートと呼ばれる。また大衆紙は小型の新聞紙を使用しているので、タブロイドと呼ばれる。しかし最近、高級紙も携帯性を重視して小型化し、タブロイドを使用している事も多い。
日本と異なり戸別宅配制度はない為、駅の売店や小売店（エージェント）での販売が中心である。また再販売価格維持がない為、価格競争が起きることもある。1990年代にはタイムズが口火を切って、安売り合戦が行われた。

## 歴史
イギリスは言論の自由や近代ジャーナリズムの成立に大きな役割を果たした新聞史上、重要な国である。
と言っても、16世紀から17世紀のヨーロッパでは新聞はドイツが盛んで、イギリスはそれほどでもなかった。例えば16世紀、ドイツではニュースを記述したビラやパンフレット形式の印刷物である「フルークブラット」が出版された。イギリスでも「リレーション」が出版されたが、フルークブラットと比べると数は少なかった。17世紀の定期刊行新聞でも、イギリス初の週刊新聞である「ウィークリー・ニューズ」（1622年）は、ドイツに10年以上の後れを取った。しかし、イギリスでは清教徒革命や名誉革命を通じて、言論の自由が徐々に認められて行った。一方、大陸では専制君主の支配が強力だった。ドイツでは19世紀まで言論の自由は認められず、新聞は発展しなかった。
18世紀のイギリスには、いろいろな新聞を読み放題のコーヒーハウスが登場した。裕福な商工業者であるブルジョワジーが新聞を元に政治議論を行い、貴族のサロンと同じように論壇を形成した。1702年には、いち早くデイリー・クーラントが初の日刊新聞として登場した。また、この頃、タイムズなど高級紙が創刊された。
19世紀になると大衆紙が登場した。大衆紙はアメリカのイエロージャーナリズムが有名だが、イギリスも大衆紙の源流の１つである。「廉価・大部数」の商業主義大衆紙はイギリスから始まった。
1896年、アルフレッド・ハームズワースによって、デイリー・メールが創刊された。1903年にはデイリー・ミラーも創刊された。これらは写真など当時の最新技術を使って、ボーア戦争から国王エドワード7世の死に顔までを報道し部数を伸ばした。その後、ハームズワースはタイムズなども買収し、一族で新聞王国を築いた。彼らの他にもウィリアム・マクスウェル・エイトキンやロイ・トムソンなどの新聞王が誕生し爵位が贈られた（プレス・バロン）。
1930年代、大衆紙の販売競争は最高潮を迎える。デイリー・ヘラルド（現在のサン）は豪華景品を餌に拡販を始めた。この戦略は経営を圧迫し、デイリー・ヘラルドは倒産。デイリー・ミラーに買収された。
第二次世界大戦後もデイリー・ミラーの時代が続いた。戦後初の総選挙では、デイリー・ミラーが押すクレメント・アトリーがウィンストン・チャーチルに勝利。1964年、デイリー・ミラーは500万部を突破し黄金期を迎えた。一方でイギリスはイギリス病と呼ばれる不景気に苦しんだ。
1970年代になると新たな新聞王ルパート・マードックが登場する。当時、タイムズやオブザーバーなどイギリスの新聞は、労使紛争の激化で経営難に陥っていた。マードックはサンやタイムズなどを次々と買収し、ニューズ・コープの傘下に収めた。右派のサンはフォークランド紛争で主戦論を展開し、左派反戦のデイリー・ミラーを追い落とした。
経営不振に陥ったデイリー・ミラーを買収したのがロバート・マクスウェルである。1980年代、マードックのサンとマクスウェルのデイリー・ミラーは死闘を繰り広げた。この戦いはマードックが勝利し、マクスウェルは怪死を遂げた。
ライバルを倒したマードックは1990年代、多国籍なメディア・コングロマリットの形成に邁進した。

## 高級紙（Quality paper）
- デイリー・テレグラフ (The Daily Telegraph/ The Sunday Telegraph)
- タイムズ (The Times /The Sunday Times)
- インデペンデント (The Independent)
- ガーディアン (The Guardian) / オブザーバー (The Observer)
- フィナンシャル・タイムズ (The Financial Times)

## タブロイド（Tabloid newspaper）

### 中級紙（"Middle-market" tabloid newspaper）
- デイリー・エクスプレス (Daily Express / Sunday Express)
- デイリー・メール (Daily Mail / Mail on Sunday)

### 大衆紙（Popular paper）
- ザ・サン (The Sun) / ニュース・オブ・ザ・ワールド (News of the World、2011年廃刊)
- デイリー・ミラー (Sunday Mirror)
- デイリースター (Daily Star Sunday)
- デイリー・スポーツ (The Daily Sport / Sunday Sport)
- ザ・モーニングスター (Morning Star)　社会主義紙
- ザ・ピープル (The People)

## 地方紙
- イブニングスタンダード (Evening Standard)　ロンドンの夕刊紙
- ヘラルド (The Herald)　スコットランドの高級紙
- ザ・スコッツマン (The Scotsman)　スコットランドの高級紙
- デイリー・レコード (Daily Record)　スコットランドのタブロイド
- ベルファスト・テレグラフ (Belfast Telegraph)　北アイルランドのコンパクト紙
- アイリッシュ・ニュース (The Irish News)　北アイルランドのコンパクト紙
- ウエスタン・メール (Western Mail)　ウェールズのコンパクト紙
- サンダーランド・エコー（Sunderland Echo)
- リヴァプール・エコー(Liverpool Echo)

## その他
- エコノミスト (The Economist)　週刊新聞
- メトロ（英語版） (Metro) フリーペーパー
- ジューイッシュ・クロニクル (Jewish Chronicle)
- レーシング・ポスト (Racing Post)
- ニュー・デー（New Day）廃刊

## 関連事項
- パパラッチ